# 상상계
⟪상상계⟫(L'Imaginaire: Psychologie phénoménologique de l'imagination)는 프랑스의 철학자 장폴 사르트르가 1940년에 출판한 책이다. 사르트르의 초기 철학서 중 하나로서 후설의 현상학적 방법을 상상력 연구에 적용한 성과이며 근본 사상이 이미 나타나 있다.
의식은 후설이 말한 것처럼 언제나 '무엇에 대한' 의식이며 지향적 대상(指向的對象)을 갖는데, 상상력이란 원리상 부재(不在)하는 대상을 지향하는 것이며 비현실화하는 작용으로서 현실적 대상의 지각(知覺)과는 근본적으로 구별된다. 상상적 대상과 지각의 대상은 서로 다른 것을 배경으로 갖고 있다. 상상적 의식이 현실적 사물에 둘러싸여 있으면서 부재하는 대상을 현전화(現前化)하기 위해서는 현존(現存)하는 것과 거리를 갖고 그것을 일단 없는 것으로 간주할 필요가 있다. 그리고 지각도 근저에 이러한 무화(無化) 작용을 갖고 있는 것으로서 이는 의식의 자유의 본질을 이루는 것 또는 의식 자체라고 사르트르는 생각한다.
그러나 비현실화하는 상상적 의식도 완전히 세계로부터 떠나서 작용하는 것은 아니며, 상상적 대상을 지탱하는 아나로곤(類比物)이 필요하고, 이 세계를 부정하는 데도 특정한 관점에서 부정하며, 이러한 의미에서는 어디까지나 세계내 존재(世界內存在), 상황에 있어서의 존재이다. 의식은 비현실적인 상상적 대상에 스스로 사로잡히는 경우가 있고, 꿈은 이러한 종류의 의식생활의 전형이다. 이에 반해서 지각은 언제나 의식을 초월한 현실에 직면하고 무한한 학습을 요구한다고 하여, 이 점에서 현실적 생의 모랄이 예상된다. 사르트르는 이 책에서 예술작품의 본질을 비현실, 상상적 대상이라는 점에서 구하고 예술가의 작업은 아나로곤의 제작에 있다고 한다.